# معالج موس تكنولوجي 6507

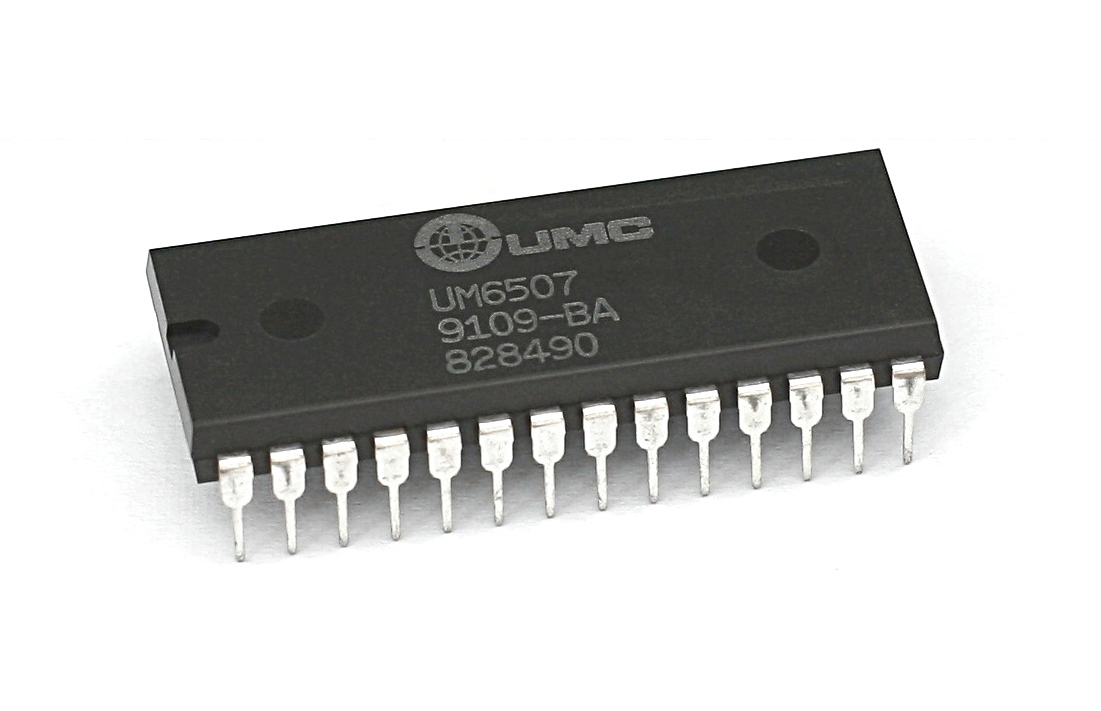
UMC UM6507 (= MOS 6507).

6507 هو معالج دقيق 8 بت من شركة موس تكنولوجي وفي الأساس شريحة 6502 ولكنه في حزمة 28 بن أصغر وأرخص. وللقيام بذلك فان A15 وحتى A13، وبعض الإشارات الأخرى مثل خطوط المقاطعة لا يمكن الوصول إليها. ونتيجة لذلك، فهو يخاطب 8 كيلوبايت من الذاكرة فقط، في وقت لم يعتبر فيه مقيدا (1975).
وتستخدم رقائق 6507 و 6502 نفس طبقات السيليكون الأساسية، وتختلف فقط في الطبقة المعدنية النهائية. وهي تربط خطوط المقاطعة مع مستواهم الغير نشط حتى لا يكونوا عرضة لتوليد مقاطعات زائفة من الضوضاء الطائشة. ان الأرقام الثلاثة الأولى من الشريحة تعبر جزء من طبقات السيليكون، والرقم النهائي يوجد في الطبقة المعدنية. ويظهر التصوير الفوتوغرافي الجزئي لـ 6502 و 6507 هذا الفرق.

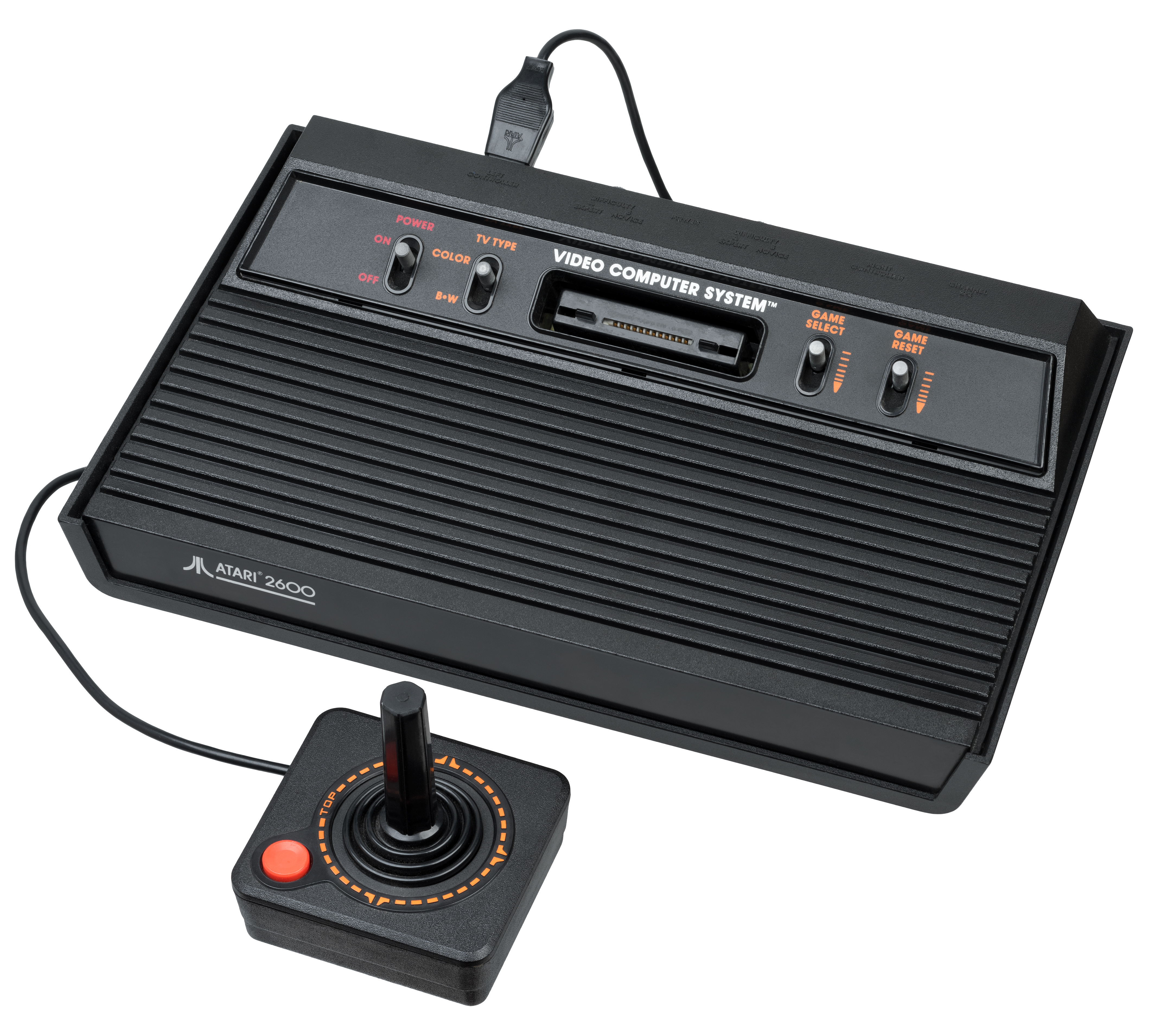
The أتاري 2600

وكان استخدام على نطاق واسع في اثنين من التطبيقات فقط، نظام لعبة فيديو أتاري 2600 الأكثر مبيعا قرص مرن أتاري 8 بت العائلي لمحركات 810 و1050. في 2600، كان النظام محدودا أكثر بعد تصميم فتحة خرطوش، والذي سمح لـ 4 كيلوبايت فقط من الذاكرة الخارجية التي ينبغي معالجتها (كان يحتفظ بالـ 4 كيلوبايت الأخرى لذاكرة الوصول العشوائي الداخلية ورقاقة المدخلات/المخرجات).
وتستخدم معظم الآلات الأخرى، وبخاصة أجهزة الحاسوب المنزلية المرتكزة على تقنية أم أو أس XX65، وتستخدم إما 6502 «الكامل» أو النسخ الممتدة منه، بدلا من المختصرة، من أجل السماح لمزيد من الذاكرة.
وفي الوقت الذي أصبح فيه خط 6502 يستخدم بانتشار في 1980، انخفضت أسعار شبه موصل ذاكرة القراءة فقط وذاكرة الوصول العشوائي إلى نقطة حيث لم يعد 6507 تبسيط مجدي؛ فتوقف استخدامها في التصاميم الجديدة عند هذه النقطة، على الرغم من أن استمرار بيع أتاري 2600 الذي أحتواها حتى نهاية الثمانينيات.

## توصيلات الأسنان
| /RES | 1  | 28 | Ph2 out |
| Vss  | 2  | 27 | Ph0 in  |
| RDY  | 3  | 26 | R/W     |
| Vcc  | 4  | 25 | D0      |
| A0   | 5  | 24 | D1      |
| A1   | 6  | 23 | D2      |
| A2   | 7  | 22 | D3      |
| A3   | 8  | 21 | D4      |
| A4   | 9  | 20 | D5      |
| A5   | 10 | 19 | D6      |
| A6   | 11 | 18 | D7      |
| A7   | 12 | 17 | A12     |
| A8   | 13 | 16 | A11     |
| A9   | 14 | 15 | A10     |

يستخدم 6507 تكوين 28 - بن، مع 13 بن للمعالجة، و 8 للبيانات. وتستخدم السبعة بن المتبقية من أجل السلطة، ودورات الساعة، للإشارة إلى إعادة وضع أو الاستعداد، والسيطرة على طلب قراءة/كتابة من وحدة المعالجة المركزية. لا يوجد طلب مقاطعة أو مقاطعة غير مقنعة على المعالج.